# Orden de la Rosa Blanca de Finlandia
La Orden de la Rosa Blanca de Finlandia (en finés: Suomen Valkoisen Ruusun ritarikunta; en sueco: Finlands Vita Ros’ orden) es una de las tres órdenes oficiales de Finlandia, junto con la Orden de la Cruz de la Libertad y la Orden del León de Finlandia. El presidente de la República de Finlandia ostenta el cargo de Gran Maestre de las tres órdenes. Las órdenes son administradas por juntas compuestas por un canciller, un vicerrector y al menos cuatro miembros. Las órdenes de la Rosa Blanca y del León de Finlandia tienen una junta conjunta.

## Historia
La Orden de la Rosa Blanca de Finlandia fue establecida por Carl Gustaf Emil Mannerheim, en calidad de regente de Finlandia, el 28 de enero de 1919. El nombre proviene de las nueve rosas plateadas que aparecen en el Escudo de Finlandia. Las reglas y regulaciones de la orden fueron confirmadas el 16 de mayo de 1919, y sus reglas actuales datan del 1 de junio de 1940. La escala revisada de rangos fue confirmada por última vez en 1985. Las condecoraciones originales fueron diseñadas por Akseli Gallen-Kallela. Las cruces esvásticas del collar fueron reemplazadas por cruces de abeto en 1963, diseñadas por el artista heráldico Gustaf von Numers. El honor puede otorgarse por mérito militar y civil. La cinta para todas las clases es de color azul ultramarino. El lema de la Orden aparece en el medallón y es Isänmaan hyväksi, que significa en finés: "Por [el bienestar o beneficio o ventaja de] la Patria".
El Presidente de Finlandia viste la Gran Cruz de la Rosa Blanca de Finlandia con Collar (una cadena de cuello). El collar se usa a cuatro centímetros de cada lado y se cuelga a la misma distancia en la parte delantera y trasera. Las distinciones de la Gran Cruz y de Comandante se otorgan con una estrella del pecho.